# Ligat ha’Al (2025/2026)
Ten artykuł dotyczy przyszłego wydarzenia sportowego. Informacje w nim zawarte zmienią się w przyszłości.
Ligat ha’Al 2025/2026 (hebr. ליגת העל albo zwana Izraelską Ekstraklasą lub ze względów sponsorskich Ligat TOTO Winner) – 27. edycja najwyższej klasy rozgrywkowej piłki nożnej w Izraelu pod tą nazwą.
Bierze w niej udział 14 drużyn, które w okresie od 23 sierpnia 2025 do 24 maja 2026 rozegrają w dwóch fazach 36 kolejek meczów. Obrońcą tytułu jest drużyna Maccabi Tel Awiw.

## Drużyny
| Uczestnicy poprzedniej edycji                                                                                 | Uczestnicy poprzedniej edycji | Uczestnicy poprzedniej edycji | Uczestnicy poprzedniej edycji |
| --- | ----------------------------- | ----------------------------- | ----------------------------- |
| MTA | Maccabi Tel Awiw              | 1                             |                               |
| HBS | Hapoel Beer Szewa             | 2                             |                               |
| MHA | Maccabi Hajfa                 | 3                             |                               |
| BEI | Beitar Jerozolima             | 4                             |                               |
| HHA | Hapoel Hajfa                  | 5                             |                               |
| MNE | Maccabi Netanja               | 6                             |                               |
| HAJ | Hapoel Jerozolima             | 7                             |                               |
| MBR | Maccabi Bene Rajna            | 8                             |                               |
| ASZ | FC Aszdod                     | 9                             |                               |
| IKS | Hapoel Ironi Kirjat Szemona   | 10                            |                               |
| ITI | Ironi Tyberiada               | 11                            |                               |
| BNS | Bene Sachnin                  | 12                            |                               |
| Awans z Liga Leumit                                                                                           |                               |                               |                               |
| HTA | Hapoel Tel Awiw               | 1                             |                               |
| HPT | Hapoel Petach Tikwa           | 2                             |                               |
| Oznaczenia: - kolumna pierwsza – skróty nazw drużyn, - kolumna trzecia – miejsce zajęte w poprzednim sezonie. |                               |                               |                               |

## Faza zasadnicza

### Tabela
| Lp. | Drużyna              | M | Z | R | P | B+ | B– | +/– | Pkt | Kwalifikacja      |
| --- | -------------------- | - | - | - | - | -- | -- | --- | --- | ----------------- |
| 1   | FC Aszdod            | 0 | 0 | 0 | 0 | 0  | 0  | 0   | 0   | grupa mistrzowska |
| 2   | Beitar Jerozolima    | 0 | 0 | 0 | 0 | 0  | 0  | 0   | 0   | grupa mistrzowska |
| 3   | Bene Sachnin         | 0 | 0 | 0 | 0 | 0  | 0  | 0   | 0   | grupa mistrzowska |
| 4   | Hapoel Beer Szewa    | 0 | 0 | 0 | 0 | 0  | 0  | 0   | 0   | grupa mistrzowska |
| 5   | Hapoel Hajfa         | 0 | 0 | 0 | 0 | 0  | 0  | 0   | 0   | grupa mistrzowska |
| 6   | Hapoel Jerozolima    | 0 | 0 | 0 | 0 | 0  | 0  | 0   | 0   | grupa mistrzowska |
| 7   | Hapoel Petach Tikwa  | 0 | 0 | 0 | 0 | 0  | 0  | 0   | 0   | grupa spadkowa    |
| 8   | Hapoel Tel Awiw      | 0 | 0 | 0 | 0 | 0  | 0  | 0   | 0   | grupa spadkowa    |
| 9   | Ironi Kirjat Szemona | 0 | 0 | 0 | 0 | 0  | 0  | 0   | 0   | grupa spadkowa    |
| 10  | Ironi Tyberiada      | 0 | 0 | 0 | 0 | 0  | 0  | 0   | 0   | grupa spadkowa    |
| 11  | Maccabi Bene Rajna   | 0 | 0 | 0 | 0 | 0  | 0  | 0   | 0   | grupa spadkowa    |
| 12  | Maccabi Hajfa        | 0 | 0 | 0 | 0 | 0  | 0  | 0   | 0   | grupa spadkowa    |
| 13  | Maccabi Netanja      | 0 | 0 | 0 | 0 | 0  | 0  | 0   | 0   | grupa spadkowa    |
| 14  | Maccabi Tel Awiw     | 0 | 0 | 0 | 0 | 0  | 0  | 0   | 0   | grupa spadkowa    |

### Wyniki
| Gospodarz \ Gość     | ASH | BEI | BnS | HBS | HHA | HJE | HPT | HTA | IKS | ITI | MBR | MHA | MNE | MTA |
| -------------------- | --- | --- | --- | --- | --- | --- | --- | --- | --- | --- | --- | --- | --- | --- |
| FC Aszdod            |     |     |     |     |     |     |     |     |     |     |     |     |     |     |
| Beitar Jerozolima    |     |     |     |     |     |     |     |     |     |     |     |     |     |     |
| Bene Sachnin         |     |     |     |     |     |     |     |     |     |     |     |     |     |     |
| Hapoel Beer Szewa    |     |     |     |     |     |     |     |     |     |     |     |     |     |     |
| Hapoel Hajfa         |     |     |     |     |     |     |     |     |     |     |     |     |     |     |
| Hapoel Jerozolima    |     |     |     |     |     |     |     |     |     |     |     |     |     |     |
| Hapoel Petach Tikwa  |     |     |     |     |     |     |     |     |     |     |     |     |     |     |
| Hapoel Tel Awiw      |     |     |     |     |     |     |     |     |     |     |     |     |     |     |
| Ironi Kirjat Szemona |     |     |     |     |     |     |     |     |     |     |     |     |     |     |
| Ironi Tyberiada      |     |     |     |     |     |     |     |     |     |     |     |     |     |     |
| Maccabi Bene Rajna   |     |     |     |     |     |     |     |     |     |     |     |     |     |     |
| Maccabi Hajfa        |     |     |     |     |     |     |     |     |     |     |     |     |     |     |
| Maccabi Netanja      |     |     |     |     |     |     |     |     |     |     |     |     |     |     |
| Maccabi Tel Awiw     |     |     |     |     |     |     |     |     |     |     |     |     |     |     |

## Najlepsi strzelcy
| Bramki | Strzelcy | Drużyna |
| ------ | -------- | ------- |
| Gol    |          |         |

Źródło: .

## Stadiony
| FC Aszdod         |
| ----------------- |
| Stadion Jedenastu |
| 7 800             |
|                   |

| Beitar Jerozolima Hapoel Jerozolima |
| ----------------------------------- |
| Stadion Teddy                       |
| 31 733                              |
|                                     |

| Hapoel Tel Awiw Maccabi Tel Awiw |
| -------------------------------- |
| Stadion Bloomfield               |
| 29 400                           |
|                                  |

| Bene Sachnin |
| ------------ |
| Stadion Doha |
| 8 500        |
|              |

| Hapoel Beer Szewa |
| ----------------- |
| Turner Stadium    |
| 16 126            |
|                   |

| Hapoel Hajfa Maccabi Hajfa |
| -------------------------- |
| Stadion Samiego Ofera      |
| 30 942                     |
|                            |

| Hapoel Petah Tikva |
| ------------------ |
| Stadion Miejski    |
| 11 500             |
|                    |

| Maccabi Bene Rajna Ironi Tyberiada |
| ---------------------------------- |
| Green Stadium                      |
| 5 200                              |
|                                    |

| Maccabi Netanja Ironi Kirjat Szemona |
| ------------------------------------ |
| Stadion Netanja                      |
| 13 610                               |
|                                      |

Źródło: .